# Peter von Andlau
Petrus de Andlo (1420-1480) (* Andlau, Alsácia, 1420 † Basileia, 5 de Março de 1480) foi humanista e jurista alemão.  Execeu também o cargo de professor de direito e de vice-chanceler da Universidade de Basileia.

## Obras
- De Imperio Romano-Germanico libri II., 1460
- Repraesentatio reip. Germ.“ Nuremberg, 1657.
- Libellus de Cesarea Monarchia (1460)
- Tractatus de canonicorum saecularium vita (1470-80)
- Conclusiones super Clementinas et super Sexto Decretalium, 1461-1480